# كريستوفر مارتن
كريستوفر مارتن (بالإنجليزية: Christopher Martin) هو مغني وممثل أمريكي، ولد في 10 يوليو 1962.

## وصلات خارجية
- كريستوفر مارتن على موقع IMDb (الإنجليزية)
- كريستوفر مارتن على موقع ميوزك برينز (الإنجليزية)
- كريستوفر مارتن على موقع إن إن دي بي (الإنجليزية)
- كريستوفر مارتن على موقع ديسكوغز (الإنجليزية)
- كريستوفر مارتن على موقع قاعدة بيانات الفيلم (الإنجليزية)